# Gloriana ornata
Gloriana ornata är en fjärilsart som beskrevs av Moore 1882. Gloriana ornata ingår i släktet Gloriana och familjen nattflyn. Inga underarter finns listade i Catalogue of Life.

## Bildgalleri

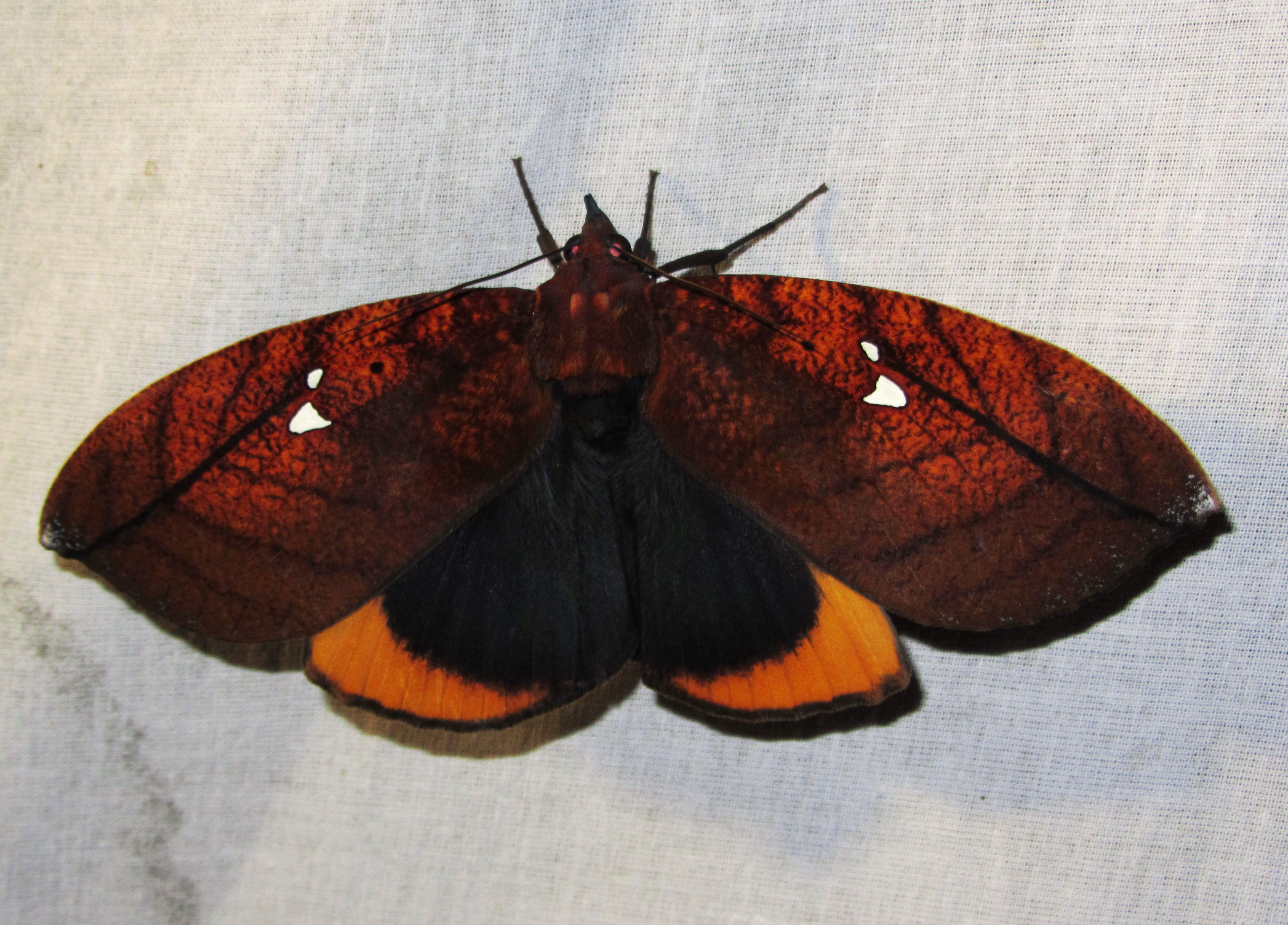